# Trường Đại học Quốc tế, Đại học Quốc gia Thành phố Hồ Chí Minh
Trường Đại học Quốc tế (tiếng Anh: Ho Chi Minh City International University - HCMIU) là một trong tám trường đại học thành viên của Đại học Quốc gia Thành phố Hồ Chí Minh, được thành lập vào ngày 05 tháng 12 năm 2003. Đây là trường đại học công lập đa ngành đầu tiên tại Việt Nam giảng dạy hoàn toàn tiếng Anh . Năm 2019, trường Đại học Quốc tế là trường thứ 3 của Việt Nam và thứ 7 của Đông Nam Á đạt chuẩn kiểm định AUN cấp cơ sở đào tạo.
Hiện nay, trường đang đào tạo hệ chính quy bậc đại học và sau đại học. Nhà trường tập trung đào tạo các ngành học thuộc lĩnh vực mũi nhọn như như kinh tế, quản lý, khoa học và kỹ thuật. Mô hình hoạt động của trường được xây dựng hiện đại theo tiêu chuẩn quốc tế về đội ngũ giảng viên, giáo trình, chương trình học có định hướng và liên thông với các trường đại học tại các quốc gia có nền giáo dục phát triển tại Bắc Mỹ, Châu Âu và khu vực Châu Á – Thái Bình Dương .
Mục tiêu của trường Đại học Quốc tế là trở thành một trong những trường đại học nghiên cứu hàng đầu tại Việt Nam và trong khu vực, là cơ sở đào tạo nhận được sự hợp tác tin cậy của các đối tác giáo dục và nghiên cứu khoa học có uy tín trên thế giới, của doanh nghiệp, các địa phương và xã hội ở Việt Nam .

## Quá trình hình thành
Ngày 5/12/2003 trường Đại học Quốc tế được thành lập căn cứ Quyết định số 260/2003/QĐ-TTg của Thủ tướng Chính phủ trên cơ sở Quy hoạch mạng lưới đại học, cao đẳng giai đoạn 2001 – 2010 ban hành kèm theo Quyết định số 47/2001/QĐ-TTg ngày 04/04/2001 của Thủ tướng Chính phủ có yêu cầu: "Các trường đại học và cao đẵng ở Hà Nội và thành phố Hồ Chí Minh cần phải đi đầu trong quá trình hội nhập với nền giáo dục đại học, cao đẳng của các nước trong khu vực và quốc tế, đa dạng hóa các hình thức đầu tư trong và ngoài nước, liên kết với các trường đại học, cao đẳng có uy tín trên thế giới để nâng cao chất lượng đào tạo" và Chiến lược trung hạn xây dựng và phát triển giai đoạn 2001 – 2005 của Đại học Quốc gia Thành phố Hồ Chí Minh đã nêu rõ "Thành lập Trường Đại học Quốc Tế trên cơ sở liên kết với các trường nước ngoài có uy tín, tạo điều kiện cho cán bộ, sinh viên du học tại chỗ và qua đó, ĐHQG-HCM có thể học tập, đối chiếu kinh nghiệm và chất lượng, đào tạo của mình".
Năm 2004: Nhà trường đã tuyển sinh khoá đầu với 2 khoa đầu tiên: khoa Quản trị kinh doanh và khoa Khoa học máy tính và Kĩ thuật.
Niên khoá 2005: Nhà trường tiếp tục mở thêm 2 khoa trong chương trình đào tạo cử nhân: khoa Điện tử Viễn thông và khoa Công nghệ sinh học. Trong năm này, trường cũng đã tiến hành liên kết đào tạo chương trình Đại học theo hình thức 2+2 với Đại học Nottingham và Đại học West of England của Vương Quốc Anh.
Trong năm 2006: Nhà trường tiếp tục liên kết đào tạo chương trình Đại học với Đại học Công nghệ Auckland của New Zealand.
Năm 2007: Khoa Khoa học máy tính và Kĩ thuật của trường mở chuyên ngành đào tạo Khoa học máy tính song song với các chuyên ngành của khoa khác. Trong năm này, trường cũng liên kết đào tạo bậc đại học, ngành Quản trị kinh doanh và Điện tử Viễn thông với Đại học New South Wales của Úc.
Năm 2008: Trường mở thêm liên kết đào tạo với Đại học Rutgers tại tiểu bang New Jersey của Hoa Kỳ.
Năm 2009: Trường tiếp tục hợp tác liên kết đào tạo với Đại học SUNY Binghamton của Hoa Kỳ. Đồng thời trường cũng thành lập thêm Bộ môn Kỹ thuật Y sinh vào tháng 3 năm 2009.
Năm 2010: Trường mở thêm liên kết ngành quản trị kinh doanh với Đại học Houston, USA.
Năm 2013: Trường kỉ niệm 10 năm thành lập, khánh thành toà nhà mới "Khối phòng học và thí nghiệm 2" và đón nhận "Huân chương Lao động hạng Ba".
Năm 2016: Trường là thành viên đầu tiên của ĐHQG TPHCM đã tham gia kiểm định chất lượng giáo dục trường đại học do Trung tâm kiểm định chất lượng giáo dục của ĐHQG Hà Nội thực hiện và trường đã chính thức nhận quyết định và Giấy chứng nhận Kiểm định chất lượng vào ngày 17/11/2016.

## Đội ngũ giảng viên
Tính đến năm học 2019-2020, trường có 187 giảng viên, trong đó có 5 Giáo sư và 28 Phó Giáo sư, 81 Tiến sĩ, 73 Thạc sĩ.

## Ban Giám hiệu
| Nhiệm kỳ  | Hiệu trưởng               | Hiệu phó                                                               |
| --------- | ------------------------- | ---------------------------------------------------------------------- |
| 2003-2007 | GS. TSKH. Phan Quốc Khánh | - PGS.TS. Hồ Thanh Phong - PGS.TS. Chu Quốc Thắng - TS. Bùi Quốc Định  |
| 2007-2012 | PGS. TS. Hồ Thanh Phong   | - PGS.TS. Chu Quốc Thắng - TS. Trương Quang Được - ThS. Trần Tiến Khoa |
| 2012-2018 | PGS. TS. Hồ Thanh Phong   | - TS. Nguyễn Văn Chung - TS. Hồ Nhựt Quang - TS. Trần Tiến Khoa        |
| 2018-2020 | PGS. TS. Trần Tiến Khoa   | - PGS. TS. Lê Văn Cảnh - TS. Hồ Nhựt Quang                             |
| 2020-2024 | PGS. TS. Trần Tiến Khoa   | - GS. TS. Lê Văn Cảnh - PGS. TS. Đinh Đức Anh Vũ                       |
| 2024-nay  | PGS. TS. Lê Văn Thăng     | - PGS. TS. Đinh Đức Anh Vũ                                             |

## Cơ sở
Cơ sở chính của trường được đặt tại Khu đô thị Đại học Quốc gia Thành phố Hồ Chí Minh, địa chỉ khu phố 33, phường Linh Xuân, Thành phố Hồ Chí Minh.
Ngoài ra, trường còn có cơ sở tại tầng trệt của Thư viện trung tâm ĐHQG.
Cơ sở C của trường mới được đặt tại Viện Tài nguyên và Môi trường. 